# رتشارد لينش
ريتشارد لينش (بالإنجليزية: Richard Lynch)‏، من مواليد 12 فبراير سنة 1940م، وتوفي بتاريخ 19 يونيو 2012م، وهو ممثل أمريكي، شارك بعدة أفلام ومنها باد دريمز، ليتل نيكيتا، وغالكتيكا وغيره.

## المواقع الخارجية
- Richard Lynch Biography (1936-)
- رتشارد لينش على موقع IMDb (الإنجليزية)
- رتشارد لينش على موقع ألو سيني (الفرنسية)
- رتشارد لينش على موقع أول موفي (الإنجليزية)
- رتشارد لينش على موقع قاعدة بيانات برودواي على الإنترنت (الإنجليزية)
- رتشارد لينش على موقع قاعدة بيانات الأفلام السويدية (السويدية)
- رتشارد لينش على موقع إن إن دي بي (الإنجليزية)
- رتشارد لينش على موقع قاعدة بيانات الفيلم (الإنجليزية)
- رتشارد لينش على موقع كينوبويسك (الروسية)
- "Richard Lynch, Who Played Bad Guys, Dies at 76". نيويورك تايمز. 20 يونيو 2012. مؤرشف من الأصل في 2019-01-27. اطلع عليه بتاريخ 2012-08-30.